# Ikuma spiculosa
Ikuma spiculosa is een spinnensoort uit de familie Palpimanidae. De soort komt voor in Namibië.